# Карбон, Дениз
Дениз Карбон (итал. Denise Karbon; род. 16 августа 1980, Брессаноне, Больцано, Трентино — Альто-Адидже) — известная итальянская горнолыжница, призёрка чемпионатов мира, обладатель малого Кубка мира. Специализируется в гигантском слаломе.
В Кубке мира Карбон дебютировала в 1998 году, в декабре 2003 года одержала свою первую победу на этапе Кубка мира в гигантском слаломе. Всего на сегодняшний момент имеет 6 побед на этапах Кубка мира, все в гигантском слаломе, в остальных дисциплинах никогда не поднималась выше 6-го места. Лучшим достижением Карбон в общем зачёте Кубка мира является 10-е место в сезоне 2007-08, в этом же году она завоевала малый Кубок мира в зачёте гигантского слалома.
На Олимпиаде-2002 в Солт-Лейк-Сити стартовала в двух дисциплинах: слалом — не финишировала, гигантский слалом — 14-е место.
На Олимпиаде-2006 в Турине стартовала в гигантском слаломе, но не смогла добраться до финиша.
На Олимпиаде-2010 в Ванкувере стартовала в двух дисциплинах: гигантский слалом — 23-е место, слалом — 18-е место.
За свою карьеру участвовала в трёх чемпионатах мира, на которых завоевала одну серебряную и одну бронзовую медали в гигантском слаломе.
Приняла участие в горнолыжных соревнованиях в рамках зимних Всемирных военно-спортивных игр 2010 года, где первенствовала в командном и личном зачётах гигантского слалома.
Использует лыжи и ботинки производства фирмы Fischer.